# Children of the Anachronistic Dynasty
Children of the Anachronistic Dynasty (también conocido como C.A.D.) fue una banda estadounidense de rock industrial y alternativo, formada en 1986 en Grand Rapids, Míchigan. Actualmente se conoce como parte de la historia musical del vocalista de la banda Tool, Maynard James Keenan, puesto que fue una de sus primeras bandas. Originalmente estaba compuesta por Maynard en la voz, bajo y caja de ritmos, junto con Kevin Horning en la guitarra. Entre ambos lanzaron su primer álbum en 1986, un casete titulado Fingernails, precariamente grabado en el living de la casa de Kevin. En marzo de 1987, son reclutados los músicos Todd Horning (guitarra rítmica), Stan Henderson (bajo), y Tom Geluso (batería) desde su trabajo paralelo, TexA.N.S., para ayudarlos con la grabación de un segundo EP llamado Dog.House, que fue lanzado la primavera de 1987. Aunque Fingernails ha logrado filtrarse por Internet en formato MP3, e incluso circulan algunos vídeos con presentaciones en vivo, este segundo álbum es considerablemente difícil de obtener.
A pesar de que la banda pasó casi inadvertida en su momento, debido a la creciente fama de Maynard por sus exitosas bandas Tool y A Perfect Circle, C.A.D. se ha convertido en objeto de gran interés por parte de los fanes y coleccionistas.

## Integrantes

### Fingernails(1986)
- Maynard James Keenan – voz, bajo, caja de ritmos
- Kevin Horning – guitarra

### Dog.House(1987)
- Maynard James Keenan – voz
- Kevin Horning – guitarra solista
- Todd Horning – guitarra rítmica
- Stan Henderson – bajo, segundas voces
- Tom Geluso – batería

## Discografía
- Fingernails (1986)
- Dog.House (1987)
- Peace Day (VHS, 1987)